# Le storie - Diario italiano
Le storie - Diario italiano è stato un programma televisivo di attualità, politica e cultura, condotto da Corrado Augias. Veniva trasmesso su Rai 3 dal lunedì al venerdì dalle 12:45 alle 13:10, tra la fine di settembre e la fine di giugno.
Nato nel 2003 come rubrica di Cominciamo bene, intitolata semplicemente Le storie, se ne distaccò in un secondo momento, divenendo una trasmissione autonoma. L'argomento principale di discussione verteva sulle vicende che accadono in Italia.
Dal 12 marzo 2012 la trasmissione fu replicata, per alcune settimane, dopo Blob, andando in onda dalle 20:15 alle 20:40; la replica portava il titolo di Le storie - Diario italiano - Si replica.
Da settembre 2013 fu sostituito, nella stessa fascia oraria, dal programma Pane quotidiano condotto da Concita De Gregorio.